# Studien zur Geschichte christlicher Bewegungen reformatorischer Tradition in Österreich
Die Studien zur Geschichte christlicher Bewegungen reformatorischer Tradition in Österreich sind eine wissenschaftliche Buchreihe. Diese Reihe begann im Jahr 2006 und konzentriert sich auf die Geschichte österreichischer Bewegungen, Organisationen und Personen, die in der Tradition der Reformation stehen. Dabei wird diese Tradition in eher konservativer Weise verstanden, so dass es z. B. um Täufertum, Pietismus, Erweckungsbewegung, Freikirchen oder Evangelikale Bewegung geht.

## Verlag und Herausgeber
Diese „Studien“ erscheinen im Verlag für Kultur und Wissenschaft in Bonn. Die Herausgeber sind Frank Hinkelmann, Franz Graf-Stuhlhofer und Thomas Schirrmacher. Die Herausgabe erfolgt im Auftrag des Fachbereiches Kirchengeschichte des Instituts für Theologie und Gemeindebau (Martin Bucer Seminar Österreich); dieses Institut bietet eine nebenberufliche theologische Ausbildung in Linz und Innsbruck an.

## Bisher erschienene Bände
- Bd. 1: Frank Hinkelmann: Geschichte der Evangelischen Allianz in Österreich. Von ihren Anfängen im 19. Jahrhundert bis in die Gegenwart. 2006, 2. erweiterte Auflage 2012 (300 S.)
- Bd. 2: Franz Graf-Stuhlhofer (Hrsg.): Evangelische Allianz in Wien von der Ersten Republik bis zur NS-Zeit (1920-45). Edition der Sitzungsprotokolle und Programme. 2010 (255 S.)
- Bd. 4: Fritz Laubach (Hrsg.): Justinian von Welz. Ein Österreicher als Vordenker und Pionier der Weltmission. Sämtliche Schriften. 2010 (319 S.)
- Bd. 5: Johannes Goßner (Hrsg.): Martin Boos, der Prediger der Gerechtigkeit, die vor Gott gilt. Seine Selbstbiographie, neu hrsg. von Franz Graf-Stuhlhofer. 2012, 2. verbesserte Auflage 2021 (473 S.)
- Bd. 7: Paul G. Nitsche: Miteinander und Füreinander. Geschichte der Pfarrergebetsbruderschaft in Österreich in ihren Anfängen (1923-1938). 2013 (144 S.)
- Bd. 8: Frank Hinkelmann: Die Evangelikale Bewegung in Österreich. Grundzüge ihrer historischen und theologischen Entwicklung 1945–1998. 2014 (725 S.)
- Bd. 9: Martin Podobri: Die Mennoniten in Österreich. Entstehung, geschichtliche Entwicklung und Ausblick. 2014 (276 S.)
- Bd. 10: Frank Hinkelmann: Von Österreich in alle Welt. Geschichte der österreichischen protestantischen Weltmission. 2017 (166 S.)
- Bd. 11: Frank Hinkelmann: Die Anfänge der Pfingstbewegung in Österreich 1920-1945 in zeitgenössischen Dokumenten. Evangelisation und Gemeindegründung in schwieriger Zeit. 2021 (154 S.)
- Bd. 12: Roland Fleischer und Franz Graf-Stuhlhofer (Hrsg.): Theologie und Politik bei deutschsprachigen Baptisten in Südosteuropa. Dokumentation aus der Zeitschrift „Täufer-Bote“ 1930-42. 2021 (337 S.)
- Bd. 13: Frank Hinkelmann: Freikirchen in Österreich in der öffentlichen Wahrnehmung 1845–1945. Eine Dokumentation anhand zeitgenössischer Medienberichte. 2021 (222 S.)
- Bd. 14: Rainer Secker und Frank Hinkelmann: Geschichte der Pfingstbewegung in Österreich. Von 1920 bis 2013. 2021 (148 S.)